# Witebski Państwowy Uniwersytet Medyczny
Witebski Państwowy Uniwersytet Medyczny – publiczna uczelnia medyczna na Białorusi w Witebsku, utworzona w 1934 uchwałą Rady Komisarzy Ludowych BSRR jako instytut szpitalno-medyczny.

## Historia
Uczelnię powołano 1 listopada 1934, pierwszym rektorem został prof. Majsiej Anisimavič Chazanaŭ, absolwent Wydziału Lekarskiego Uniwersytetu w Bernie. W 1938 r. został przemianowany na Witebski Instytut Medyczny. Podczas II wojny światowej instytut ewakuowano początkowo do Czelabińska, a następnie w 1943 r. do Jarosławia gdzie powstał Jarosławski Instytut Medyczny. W 1946 r. instytut powrócił do regionu witebskiego.
W 1959 r. utworzono wydziały Farmaceutyczny i Medycyny Ogólnej oraz oddano do użytku nowy budynek ogólny. W 1962 r. utworzono Centralne Laboratorium Badań Naukowych, a w 1974 r. Oddział Szkolenia Przygotowawczego.
Instytut rozpoczął kształcenie lekarzy i farmaceutów za granicą w 1981 r., w 1984 r. z okazji 50-lecia dekretem Prezydium Rady Najwyższej ZSRR instytut został odznaczony Orderem Przyjaźni Narodów.
W latach 1997–2005 instytut przeszedł wiele zmian, otwarto nowe wydziały Poradnictwa Zawodowego i Kształcenia Przeduniwersyteckiego, Stomatologii oraz Kształcenia Zaawansowanego Pedagogiki i Psychologii. W 1998 otrzymał akredytację uczelni typu uniwersyteckiego oraz obecną nazwę, w 2003 roku utworzono klinikę przy uniwersytecie.
Od 2008 r. uczelnia współpracuje z Gdańskim Uniwersytetem Medycznym.